# Eliane Capobianco
Beatriz Eliane Capobianco Sandoval (São Paulo, Brasil; 15 de abril de 1973) es una abogada y política boliviana que se desempeñó como ministra de desarrollo rural y tierras de enero a noviembre de 2020. Militante del Movimiento Demócrata Social, anteriormente se desempeñó como miembra plurinominal de la Cámara de Diputados por Santa Cruz de 2015 a 2019 en representación de la coalición Unidad Democrática. Antes de eso, se desempeñó como miembra uninominal de la Asamblea Constituyente por Santa Cruz, representando la circunscripción 51 de 2006 a 2007 en representación de la alianza Poder Democrático Social. Profesional en catastro y registro de tierras e inmuebles, Capobianco ocupó numerosos cargos vinculados al sector agroindustrial de Santa Cruz, entre ellos fungió como directora departamental del Instituto Nacional de Reforma Agraria en dos ocasiones, primero de 2001 a 2002 y nuevamente de 2019 a 2020.

## Formación y trayectoria
Eliane Capobianco nació el 15 de abril de 1973 en São Paulo, Brasil. Fue criada en una familia vinculada con la política con una dilatada trayectoria en los asuntos privados y públicos. Su padre, Jorge Capobianco, se desempeñó como presidente de la Corporación de Desarrollo de Santa Cruz, mientras que su madre, Beatriz Sandoval, era magistrada y decana de la Corte Suprema de Justicia. Su tío, Guillermo Capobianco, fue miembro fundador del Movimiento de Izquierda Revolucionaria, desempeñándose como ministro del Interior en la administración de Jaime Paz Zamora. Capobianco estudió derecho en la Universidad Gabriel René Moreno, y obtuvo su licenciatura en ciencias jurídicas. Más tarde realizó estudios de posgrado en Dinamarca, obteniendo una maestría en catastro y registro de tierras e inmuebles. Su experiencia en derecho agrario la llevó a trabajar como profesora universitaria, enseñando a estudiantes en la Universidad Andina Simón Bolívar y la Universidad Aquino de Bolivia.
A lo largo de su carrera, Capobianco ocupó cargos clave relacionados con el sector agroindustrial de Santa Cruz . Trabajó como asesora de la Asociación Nacional de Productores de Oleaginosas y de la Federación de Ganaderos de Santa Cruz, dos de las entidades empresariales agroindustriales más poderosas del departamento. Entre 2001 y 2002, Capobianco se desempeñó como directora departamental del Instituto Nacional de Reforma Agraria (INRA), cargo de particular importancia en Santa Cruz, la principal región agrícola del país. Las conexiones de Capobianco con el sector empresarial de Santa Cruz la llevaron a convertirse en una de las primeras opositoras al gobierno de Evo Morales, cuyas políticas de reforma agraria iban en contra de los intereses de los grandes terratenientes del departamento.

## Carrera política
Capobianco ingresó a la escena política en 2006, participando en las elecciones a la Asamblea Constituyente de ese año como candidata en la circunscripción 51, que abarca una parte de Santa Cruz de la Sierra, un bastión de la oposición. Su candidatura fue facilitada a través de la alianza Poder Democrático Social, que buscaba llenar sus filas con extraños políticos, generalmente jóvenes profesionales con mínima experiencia previa en la estructura partidaria, como un medio para desafiar la creciente primacía del Movimiento por el Socialismo (MAS-IPSP). El salto de la esfera privada a la pública fue un paso común entre los cruceños en el sector empresarial, lo que refleja la propensión de los élites agroindustriales del departamento a ocupar puestos en la administración pública que les otorgaban influencia sobre la reforma agraria. A lo largo de su mandato, Capobianco sirvió en la Subcomisión de Tierras y Territorios, encargada de redactar y debatir artículos relacionados precisamente con asuntos de reforma agraria.
Luego de su paso por la Asamblea Constituyente, Capobianco regresó a Santa Cruz, donde el gobernador Rubén Costas la nombró directora de desarrollo regional. Durante este tiempo, se convirtió en un componente del naciente Movimiento Demócrata Social (MDS), un partido que unió a los líderes de la oposición regional en un solo frente anti-MAS. En las elecciones generales de 2014, el MDS se alineó con el Frente de Unidad Nacional, otorgándole el control sobre la boleta legislativa en Beni y Santa Cruz. Como parte de su estrategia de postular a exlegisladores y profesionales de la política para integrar su lista electoral, el MDS seleccionó a Capobianco para fungir como miembra plurinominal de la Cámara de Diputados.
Al igual que en la Asamblea Constituyente, el mandato de Capobianco en la legislatura centró sus esfuerzos en la construcción de políticas relacionadas con la distribución de la tierra; trabajó en la Comisión de Ordenación Territorial del Estado y Autonomías y fue miembra de la Comité de Autonomías Departamentales. Al concluir su mandato, buscó la reelección, encabezando la lista electoral de la alianza Bolivia Dice No (BDN) en Santa Cruz. Capobianco no retuvo su curul, debido al desastre electoral que vivió el BDN en las elecciones de 2019, amortiguado solo por la posterior anulación de los resultados por denuncias de fraude. Después de la elección, Capobianco hizo un breve regreso a Santa Cruz como la nueva directora departamental del INRA, retomando el cargo después de diecisiete años.

## Ministra de Desarrollo Rural
El breve regreso de Capobianco a la dirección del INRA duró poco más de dos meses; a fines de enero de 2020, se perfiló como una posible ministra en el gabinete de Jeanine Áñez. La relación compartida entre Áñez y Capobianco se extendió a su conjunto tiempo como delegados a la Asamblea Constituyente, continuando hasta la legislatura 2015-2020, donde la primera se desempeñó como senadora y la segunda como diputada. El ingreso de Capobianco a la administración de Áñez se formalizó el 28 de enero, con su designación al frente del Ministerio de Desarrollo Rural y Tierras.
Defensora de los transgénicos, durante la pandemia de la COVID-19, Capobianco buscó abrir el país al uso de productos agrícolas genéticamente modificados. En mayo, el gobierno otorgó autorización al Comité Nacional de Bioseguridad para realizar una evaluación sobre el uso de formas genéticamente modificadas de maíz, algodón, soja, caña de azúcar y trigo. Hablando con El Deber, la ministra afirmó que el uso de transgénicos es fundamental para "mantener competitivos a los productores bolivianos en el mercado internacional". Otras vías para reactivar el sector agropecuario se esbozaron en junio cuando el gobierno presentó su plan económico. Según Capobianco, el programa, con una duración de entre seis meses y dos años, buscaba garantizar la seguridad alimentaria para la población boliviana, impulsar la economía, generar producción y comercio, y apoyar la agricultura familiar, a la agricultura de mediana escala y a la agricultura agroindustrial exportadora.